# British Comedy Awards 1992

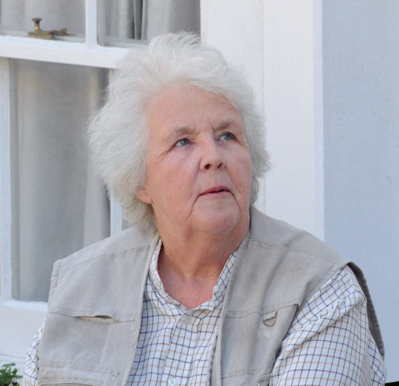
Stephanie Cole, nagrodzona jako najlepsza telewizyjna aktorka komediowa

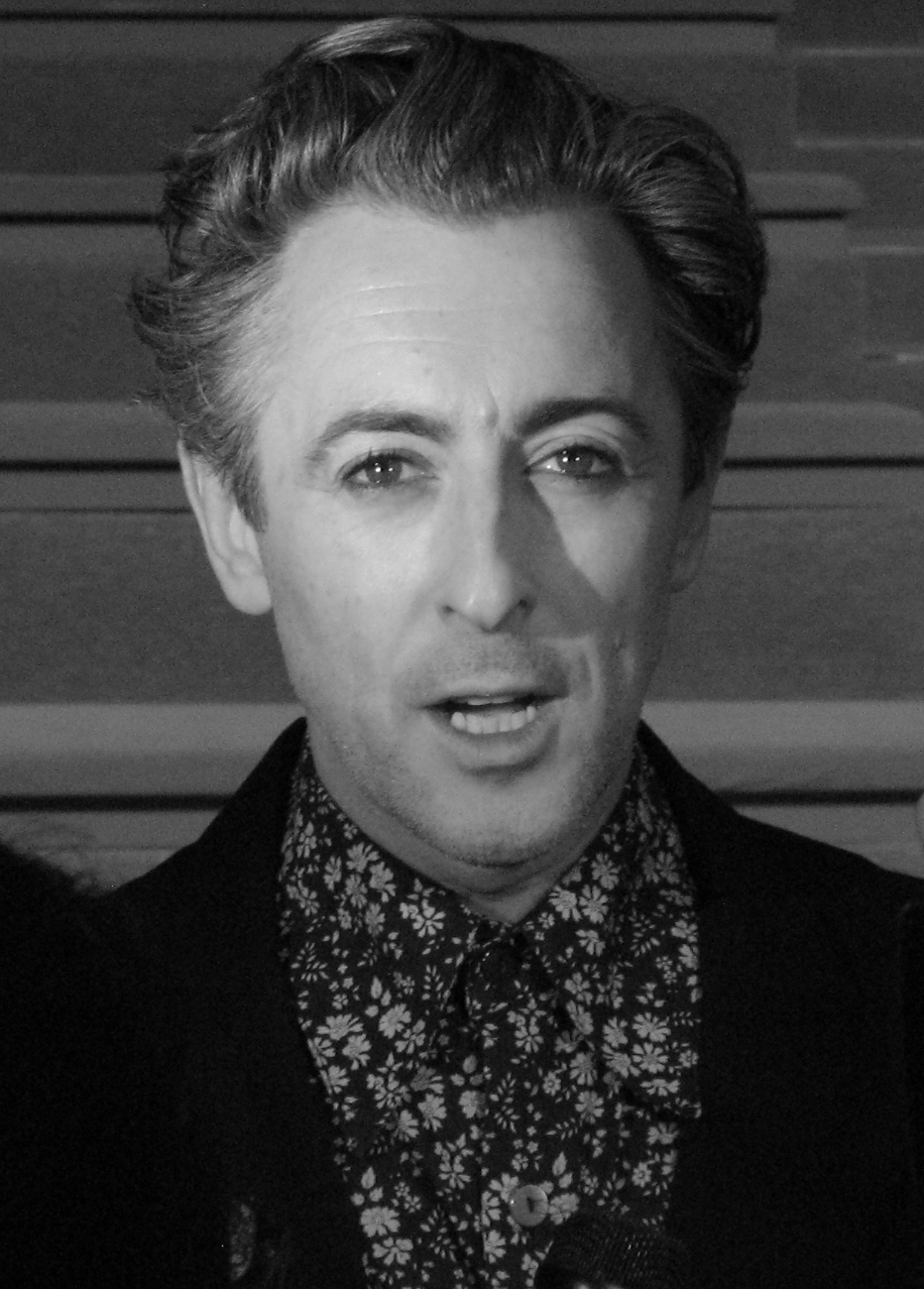
Alan Cumming, nagrodzony za najlepszy debiut w komedii telewizyjnej

British Comedy Awards 1992 – trzecia edycja nagród British Comedy Awards, zorganizowana w 1992 roku. Ceremonia rozdania nagród odbyła się w grudniu 1992, a poprowadził ją Jonathan Ross. 

## Lista laureatów
- najlepszy telewizyjny aktor komediowy: David Jason
- najlepsza telewizyjna aktorka komediowa: Stephanie Cole
- najlepsza telewizyjna osobowość komediowa: Paul Merton
- najlepszy występ rozrywkowy (variety performer): Les Dawson
- najlepszy debiut w komedii telewizyjnej: Alan Cumming
- najlepsza nowa komedia telewizyjna: Bottom
- najlepszy telewizyjny komediodramat: Murder Most Horrid
- najlepszy sitcom BBC: Jedną nogą w grobie
- najlepszy sitcom ITV: Niegrzeczni faceci
- najlepszy sitcom Channel 4: Desmond's
- najlepsza program rozrywkowy: Have I Got News For You
- najlepsza komedia filmowa: Wysłuchaj mej pieśni
- najlepszy komediowy wykonawca klubowy: Jo Brand
- nagroda za całokształt twórczości: Eric Sykes
- nagroda Brytyjskiej Gildii Scenarzystów dla najlepszego scenarzysty komediowego: David Renwick